# Aulacomnium
Aulacomnium es un género de musgos hepáticas de la familia Aulacomniaceae. Comprende 25 especies descritas y de estas, solo 10 aceptadas.

## Taxonomía
El género fue descrito por Christian Friedrich Schwägrichen y publicado en Species Muscorum Frondosorum, Supplementum Tertium (1,1["Aulacomnion"]): 1–8, pl. 215–216. 1827. La especie tipo es: Aulacomnium androgynum (Hedw.) Schwägr.
Sinomimia
- Arrhenopterum Hedw.
- Aulacomnion Schwägr.
- Fusiconia P. Beauv.
- Gymnocephalus Schwägr.
- Gymnocybe Fr.
- Limnobryum Rabenh.
- Orthopixis P. Beauv.
- Orthopyxis P. Beauv.
- Sphaerocephalus Neck. ex Lindb.

## Especies aceptadas
A continuación se brinda un listado de las especies del género Aulacomnium aceptadas hasta diciembre de 2014, ordenadas alfabéticamente. Para cada una se indica el nombre binomial seguido del autor, abreviado según las convenciones y usos.	
- Aulacomnium acuminatum (Lindb. & Arnell) Kindb.
- Aulacomnium androgynum (Hedw.) Schwägr.
- Aulacomnium arenopaludosum M.F. Boiko
- Aulacomnium heterostichoides Janssens, D.G. Horton & Basinger
- Aulacomnium heterostichum (Hedw.) Bruch & Schimp.
- Aulacomnium palustre (Hedw.) Schwägr.
- Aulacomnium papillosum (Müll. Hal.) A. Jaeger
- Aulacomnium pentastichum Mont.
- Aulacomnium stolonaceum Müll. Hal.
- Aulacomnium turgidum (Wahlenb.) Schwägr.